# 今井溱
今井溱（いまい いたる、1907年－1990年）は、日本の天文学史・科学史研究者。

## 経歴
明治40（1907）年長崎生まれ。昭和元年～昭和7年(1926-1932)、東京天文台に奉職、彗星の軌道計算などの傍ら、天文学史、科学史に興味を深める。 昭和7年から上海の自然科学研究所に勤務、中国各地の測量を行うと共に、中国の科学史・天文学史の文献を広く調査した。その成果は戦後、『中国物理雑識』として出版された。昭和19（1944）年病を得て日本へ帰国、療養生活をおくる。 昭和26年～昭和46年(1951-1971)は、京都大学地学観測所（深泥ヶ池）で地震計の観測などに従事した。
この間、世界各国の古典語と科学史を独学で身に付け、16世紀後半から17世紀はじめの日本の天文・航海学史で未知だった多くの新事績を明らかにした。特に、孔版刷りで配布したシリーズの『天官書』は重要である。
平成2(1990)年6月14日、逝去。享年84歳。没後、遺族から寄贈された蔵書・資料は国立天文台図書室の「今井いたる文庫」として保存・公開されている。

## 著書
- 『中国物理雑識　全』、東方学術協会、全国書房、1946年。
- アラビアの星座、『新天文学講座 星座』第1巻（共著）、恒星社厚生閣、1964年。
- 『天官書』シリーズなど未出版の諸著作は、国立天文台図書室からPDF版で閲覧できる[3]。

## 論文の一部
- 中國磁針史略、『上海自然科学研究所彙報』 第12巻 2号、上海自然科学研究所、1944年。
- 和蘭天平儀、『数学史研究』第2巻9号、1964年。
- 蘭学時代のメートル法、『科学史研究』第2期第80号、1966年。